# Búbospacsirta
A búbospacsirta (Galerida cristata) a madarak osztályának verébalakúak (Passeriformes) rendjébe és a pacsirtafélék (Alaudidae) családjába tartozó faj.

## Előfordulása
Európa mérsékelt övi részén, a Közel-Keleten, Közép- és Belső-Ázsiában és a Távol-Keleten, valamint Észak-Afrika nagy részén fészkel. Összesen 28 alfaja ismert (Cramp 1988, Patzold 1986). 
Magyarországon az általánosan elterjedt madarak közé tartozik, az utóbbi években megfigyelhető a városi lakótelepekre való behúzódása, költése is.
A nyílt, rövid füvű élőhelyektől kezdve a félmagas, kórós növényekkel benőtt területekig, parlagon, füves ugaron, homokos területeken, ligetes helyeken, de akár trágyarakás, jószágállás, szemétdomb közvetlen szomszédságában is előfordul. Alkalmazkodóképességének szélsőséges eseteként említhető az épületek lapos tetején való fészkelését (Nagy 1926) vagy a használatban levő villamossínek talpfái között két ízben is megfigyelt költését (Müller 1981)
|  |  |

## Megjelenése, hangja
Testhossza 17–19 centiméter, a szárnyfesztávolsága 29–38 centiméter, a tömege 37–50 gramm.
Valamivel nagyobb, mint a mezei pacsirta (Alauda arvensis), szürkésbarna alapszínű, hosszú, hegyes bóbitával, amely még lapítva is jól látható. A mezeivel összevetve kissé szürkésebb és sötétebb, mellén elmosódottabb a csíkozás. Hátsó szárnyszegélye nem világos és a szélső farktollai agyagbarnák, nem fehérek. Alsó szárnya és gyakran felső farkfedői is vörösbarnával árnyaltak. Csőre hosszú, hegyes, alsó éle egyenes.
Hangja: sokat szól. Leggyakoribb hangja 2–4 tagú, panaszos fütty, amelyek közül egyet vagy többet elnyújt, de azonos magasságban tart, pl: „trílípű” vagy „plü-tí-plű”. Ez sürgető hívóhangként és alternatív énekként is szolgál, amelyet rendszeresen ismétel a territóriumon belül. Van egy vidámabb, nyávogóbb hangja is, amely lágy, de általában kissé megtört, felfelé hajló „dvúi”, ezt gyakran röptében és ismételten hallatja: élesebb brssü hangot ad. Valódi éneke hosszú, és változatos, gyakran nászrepülés közben hallatja és sűrűn beleszövi panaszos, hajlítás nélküli füttyeit.

## Életmódja

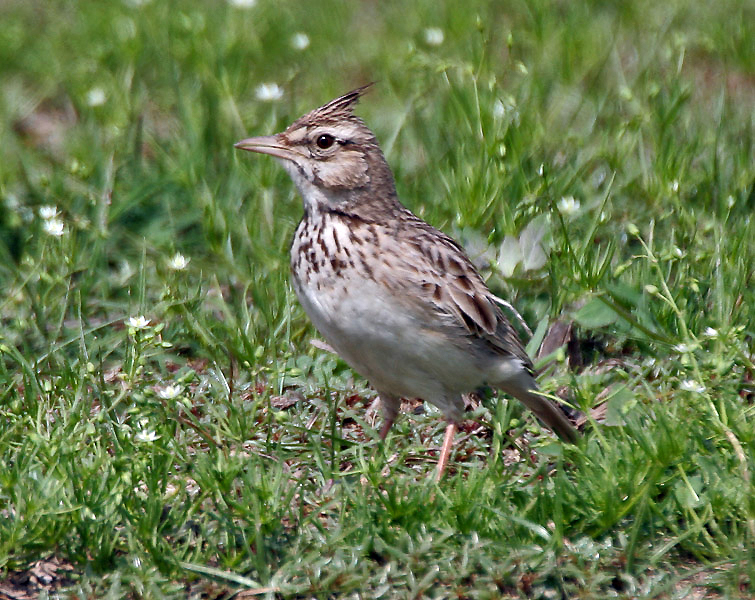

Állandó madaraink közé tartozik. A kisszámú gyűrűzés miatt csak három példány került meg, mind a jelölés helyétől számított 10 kilométeren belül. Ennek alapján feltételezhető, hogy hazai állománya még kóborlás során sem jár be nagyobb területeket. A nyugat-európaiak, kissé eltérően a fent leírtaktól, kisebb- nagyobb telelő csoportokban jelennek meg olyan helyeken, ahol költési időben nem láthatók (Cramp 1988).
A fészek helyét a tojó választja ki. Változatos élőhelyének megfelelően fészke az egyszerű, alig bélelt kis gödörtől kezdve a jól megépített, sok anyagot tartalmazó alkotmányig igen sokféle lehet. A talajmélyedésbe, nagy fűcsomó vagy sűrűbb növényállomány tövébe kapart fészekgödrét száraz fűvel, vékony dudvaszárakkal, esetenként tollakkal is béleli.
Növényi és állati táplálékot egyaránt fogyaszt. A téli hónapokban kizárólag a növényi eredetű, míg a fészkelési időben az állati táplálék dominál. Gyakran az országutak szélén, az autók által elütött rovarokat szedi össze. Ősszel és télen gyakran láthatjuk a jószágállások, trágyadombok gyomnövényeinek magvait szedegetni, valamint a gyomos, még szántatlan kukoricatarlókon, ahol tömegesen fordul elő a muhar és a kakaslábfű. Kemény téli időben, főleg nagy havazások után teljesen a lakott helyekre húzódik és az utak szélén, szemétdombokon, baromfiudvarokban, kis és nagyüzemi állattartó telepeken keresgél élelmet.

## Szaporodása
Az ivarérettséget egyéves korban éri el. A költési időszak április–június között van. Magányosan fészkel. Fészekalja 3-5,(kivételesen 6) általában 4 fehéres, sötéten pettyezett tojásból áll, melyet fűből készült fészkébe rak. A tojásokon csak a tojó kotlik 12- 14 napig, a hím közben kiemelkedő ponton vagy a levegőben keringve énekel. Fiókái 9-11 naposan kelnek ki. Mindkét szülő eteti őket. 11-13 naposan már elhagyják a fészket, de 2-3 napig még vissza-vissza térnek. 15-16 napos korukban kezdenek repülni, 18 naposan már jól repülők (Patzold 1986, Cramp 1988). A család, a második költés után a fiókák önállóvá válását követően is sokáig együtt marad. A párok télen is összetartanak.
|  |  |

## Alfajok
- G. c. cristata (Linnaeus, 1758) – Dániától és dél-Svédországtól keleten Fehéroroszországig, délen Franciaországig, észak-Olaszországig, észak-Szerbiáig, észak-Magyarországig, észak-Ukrajnáig;
- G. c. pallida (C. L. Brehm, 1858) – Ibériai-félsziget;
- G. c. neumanni (Hilgert, 1907) – nyugat-Olaszország;
- G. c. apuliae (von Jordans, 1935) – dél-Olaszország;
- G. c. tenuirostris (C. L. Brehm, 1850) – kelet-Magyarországtól és Romániától dél-Oroszországig és nyugat-Kazahsztánig;
- G. c. meridionalis (C. L. Brehm, 1841) – dél-Szerbiától Görögországig és nyugat-Törökországig;
- G. c. caucasica (Taczanowski, 1888) – Görögország (Szamothraké és Számosz), észak-Törökország, dél-Kaukázus, nyugat-Transzkaukázus;
- G. c. subtaurica (Kollibay, 1912) – közép-Törökországtól dél-Transzkaukázusig, északnyugat-Irán, nyugat-Türkmenisztán, délen Irak északi és keleti részéig;
- G. c. cypriaca (Bianchi, 1907) – Görögország (Rodosz, Kárpáthosz), Ciprus;
- G. c. zion (Meinertzhagen, 1920) – dél-Törökország, Szíria, kelet-Libanon, kelet-Izrael;
- G. c. cinnamomina (Hartert, 1904) – nyugat-Libanon, északnyugat-Izrael;
- G. c. magna (Hume, 1871) – dél-Kazahsztántól Mongóliáig és észak-Kínáig;
- G. c. leautungensis (Swinhoe, 1861) – északkelet-Kína;
- G. c. coreensis (Taczanowski, 1888) – Korea;
- G. c. iwanowi (Loudon & Zarudny, 1903) – közép-Türkmenisztán, közép- és dél-Irán, dél-Tádzsikisztán, Afganisztán, északnyugat-Pakisztán;
- G. c. lynesi (Whistler, 1928) – India (észak-Kasmír);
- G. c. kleinschmidti (Erlanger, 1899) – északnyugat-Marokkó;
- G. c. riggenbachi (Hartert, 1902) – nyugat-Marokkó;
- G. c. carthaginis (Kleinschmidt & Hilgert, 1905) – északkelet-Marokkótól, észak-Tunéziáig;
- G. c. balsaci (Dekeyser & Villiers, 1950) – Mauritánia partidéke;
- G. c. arenicola (Tristram, 1859) – északkelet-Algéria, dél-Tunézia, északnyugat-Líbia;
- G. c. helenae (Lavauden, 1926) – délkelet-Algéria;
- G. c. festae (Hartert, 1922) – északkelet-Líbia partvidéke;
- G. c. brachyura (Tristram, 1865) – északkelet-Líbia, észak-Egyiptom partvidékétől dél-Izraelen keresztül dél-Irakig és észak-Szaúd-Arábiáig;
- G. c. nigricans (C. L. Brehm, 1855) – észak-Egyiptom (Nílus-delta);
- G. c. maculata (C. L. Brehm, 1858) – Egyiptom (Nílus völgye, Kairótól Asszuánig);
- G. c. halfae (Nicoll, 1921) – Egyiptom (Nílus völgye, Asszuántól délre), észak-Szudán;
- G. c. senegallensis (Statius Muller, 1776) – dél-Mauritánia, Szenegál, Gambiától Nigerig;
- G. c. jordansi (Niethammer, 1955) – észak-Niger;
- G. c. alexanderi (Neumann, 1908) – észak-Nigériától nyugat-Szudánig, északkelet-Közép-afrikai Köztársaság;
- G. c. isabellina (Bonaparte, 1850) – közép-Szudán;
- G. c. altirostris (C. L. Brehm, 1855) – kelet-Szudán, Eritrea;
- G. c. somaliensis (Reichenow, 1907) – észak-Szomália, dél-Etiópia, észak-Kenya;
- G. c. tardinata (Hartert, 1904) – az Arab-félsziget déli része;
- G. c. chendoola (Franklin, 1831) – kelet-Pakisztántól nyugat- és észak-Indiáig, dél-Nepálig.

A G. c. macrorhyncha (Tristram, 1859) és a G. c. randoni (Loche, 1860) alfajokat újabban a Galerida macrorhyncha fajhoz sorolják.

## Rokon fajok
A búbos pacsirta legközelebbi rokona a délnyugat-európai kövi pacsirta (Galerida theklae). A két madarat csak hangjuk alapján lehet megkülönböztetni.

## Kárpát-medencei előfordulása
Magyarországon rendszeres fészkelő.

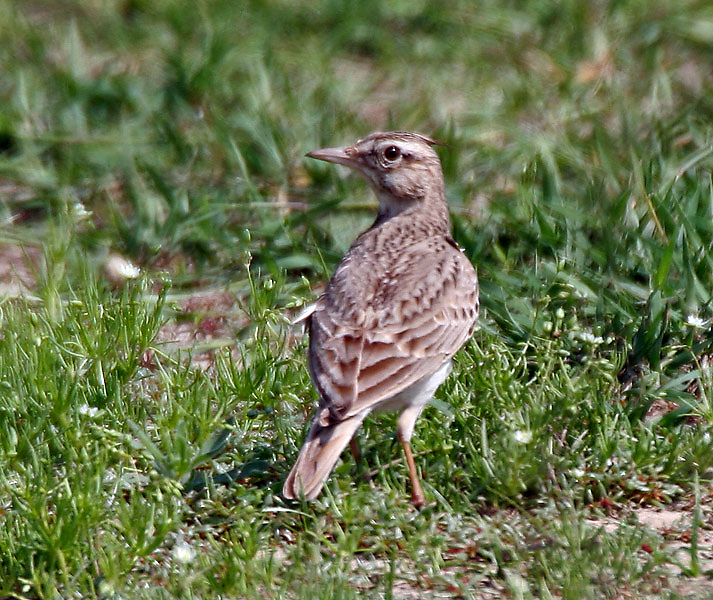

Teljes európai állományát napjainkban 2,1 millió - 14 millió párra becsülik, míg hazánkban 50 ezer - 60 ezer pár költ (Tucker és Heath 1994). Országosan elterjedt, gyakori madár. Pusztai környezetben is a pásztorszállások, tanyák közelségét keresi, de egy-egy ilyen helyen ritkán fordul elő 2 párnál több. A Nagyiván keleti szélén levő Nádüzem mintegy 10 hektáros területen viszont 12-14 pár költ, mivel a rengeteg nádtörmelék, nádkúpmaradék, keréknyom ideális élőhelyet jelent számunkra.

## Védettsége, védelme
Védett, természetvédelmi értéke 50 000 Ft.
Európai állománya Horvátország, Románia, Bulgária, Oroszország és Magyarország kivétel mindenütt fogyatkozik, ezért az ún. csökkenő állományú fajok kategóriájába tartozik. Hazánkban gyakori, jó alkalmazkodó képességű madárfaj, mely egyelőre nem igényel különösebb védelmi intézkedéseket. Ellenségei közül a települések környékét végigportyázó házi macskák és az állattartó telepek, szemétdombok környékén gyakori patkányok említendők, melyek fészekaljak, fiókák elpusztításával okoznak kárt. Télen a talajra szórt kukoricadarával, rostaolajjal vagy egyéb, apró magvakkal etethetjük, segítve áttelelésüket.

## Népies elnevezései
- pipiske (Alföld)[1]
- búbos pityer (Vas megye)
- kontyos pacsirta
- pisitnek
- butykás kató
- kontyos madárka (Székelyföld)